# Кец Володимир Олександрович
Володимир Олександрович Кец (27 травня 1966, Плоска) — голова Луцької районної державної адміністрації з червня 2020 року, перепризначений після створення нового району в лютому 2021 року, до 10 вересня 2022 року.

## Біографія
Володимир Кец народився в селі Плоска Дубенського району. У 1984—1986 роках він проходив строкову військову службу в Радянській Армії, після чого працював слюсарем у колгоспі. У 1987 році Кец вступив на історичний факультет Луцького педагогічного інституту, який закінчив у 1992 році. З 1992 до 1994 року він працював у відділі оборонної роботи та надзвичайних ситуацій Волинської обласної державної адміністрації, а в 1994 році кілька місяців працював у аналогічному відділі секретаріату Волинської обласної ради, після чого в тому ж році став помічником заступника голови виконавчого комітету обласної ради. У 1995 році Володимир Кец став помічником заступника голови Волинської обласної державної адміністрації.
У 1996 році Володимира Кеца призначили завідуючим оборонним відділом управління з питань оборонної і мобілізаційної роботи Волинської обласної державної адміністрації, і на цій посаді з дещо зміненою назвою він перебував до 1998 року. У 1998—2000 роках Кец працював у секретаріаті Волинської обласної державної адміністрації, а в 2000—2004 роках працював заступником директора Волинського обласного центру зайнятості. У 2004—2005 роках Володимир Кец був директором Луцького районного центру зайнятості. У 2005 році він кілька місяців був начальником головного управління праці та соціального захисту населення Волинської обласної державної адміністрації.
У липні 2007 року Володимира Кеца призначили начальником головного управління праці, соціальних питань та у справах захисту населення від наслідків Чорнобильської катастрофи Волинської обласної державної адміністрації. На цій посаді Кеца звинуватили в порушеннях при проведенні тендерів у 2007 році, та навіть у судовому порядку визнали винним з призначенням штрафу та забороною займати відповідальні посади впродовж року, втім, оскільки суд відбувся аж у 2013 році, то посадовець був звільнений як від відбування покарання, так і від кримінальної відповідальності у зв'язку із закінченням строку давності порушення. У вересні 2010 року Володимир Кец став заступником начальника обласного відділення Фонду державного майна України, і на цій посаді працював до серпня 2019 року, після чого звільнився з посади за інвалідністю, та очолив громадське об'єднання «Союз інвалідів Чорнобиля Волині».
У червні 2020 року Президент України Володимир Зеленський підписав розпорядження про призначення Володимира Кеца головою Луцької районної державної адміністрації. У лютому 2021 року Володимира Кеца своїм розпорядженням президент спочатку звільним із займаної посади згідно з поданою заявою, та у зв'язку з ліквідацією старого району, утім того ж дня президент перепризначив Кеца головою Луцької районної державної адміністрації. 10 вересня 2022 року Володимир Зеленський звільнив Володимира Кеца з посади голови районної адміністрації згідно з поданою ним заявою.